# Bugojno
Bugojno (kyrilliska: Бугојно) är en stad i kommunen Bugojno i kantonen Centrala Bosnien i centrala Bosnien och Hercegovina. Orten ligger vid floden Vrbas, cirka 81 kilometer nordväst om Sarajevo. Bugojno hade 15 555 invånare vid folkräkningen år 2013.
Av invånarna i Bugojno är 79,32 % bosniaker, 15,59 % kroater, 2,09 % serber och 0,85 % bosnier (2013).
Fotbollsklubben NK Iskra kommer från staden.